# Sektion (militær enhed)
 For alternative betydninger, se Sektion. (Se også artikler, som begynder med Sektion)
En sektion er en mindre militær enhed som inden for infanteriet består af enkelte grupper, eller som betegner en reduceret deling. Enheden ledes normalt af en oversergent eller sergent, der betegnes sektionsfører, og som gerne samtidig er gruppefører for den ene af sektionens grupper. Der er typisk en sergent som næstkommanderende; denne virker som gruppefører for den anden af de to grupper, sektionen almindeligvis består af. 